# Parlement van de Duitstalige Gemeenschap (samenstelling 2019-2024)
Dit is de samenstelling van het Parlement van de Duitstalige Gemeenschap voor de legislatuurperiode 2019-2024.
Het Parlement van de Duitstalige Gemeenschap telt 25 rechtstreeks gekozen leden. Bovendien zijn er ook leden met raadgevende stem: zij mogen vergaderingen bijwonen, maar mogen niet deelnemen aan stemmingen of initiatieven nemen. Dit is een onbepaald aantal en kan dus per legislatuur variëren. Deze leden met raadgevende stem zijn de Duitstalige provincieraadsleden van de provincie Luik en Duitstalige leden van de Kamer, het Waals Parlement en het Europees Parlement.
Deze legislatuur volgde uit de Duitstalige Gemeenschapsraadverkiezingen van 26 mei 2019 en ging van start op 17 juni 2019. Op 8 mei 2024 vond de laatste plenaire zitting van deze legislatuur plaats.
Tijdens deze legislatuur is de regering-Paasch II in functie, die steunt op een meerderheid van ProDG, SP en PFF. De oppositiepartijen zijn dus CSP, Ecolo en Vivant.

## Samenstelling
| Begin legislatuur (2019) | Begin legislatuur (2019) | Begin legislatuur (2019) | Einde legislatuur (2024) | Einde legislatuur (2024) | Einde legislatuur (2024) |
| Fractie                  | Fractie                  | Zetels                   | Fractie                  | Fractie                  | Zetels                   |
| ------------------------ | ------------------------ | ------------------------ | ------------------------ | ------------------------ | ------------------------ |
|                          | ProDG                    | 6                        |                          | ProDG                    | 6                        |
|                          | CSP                      | 6                        |                          | CSP                      | 5                        |
|                          | SP                       | 4                        |                          | SP                       | 4                        |
|                          | PFF                      | 3                        |                          | PFF                      | 3                        |
|                          | Ecolo                    | 3                        |                          | Ecolo                    | 3                        |
|                          | Vivant                   | 3                        |                          | Vivant                   | 3                        |

Wijzigingen in fractiesamenstelling:
- In 2023 verlaat Jolyn Huppertz de CSP-fractie en gaat ze als onafhankelijke zetelen.

## Lijst van de parlementsleden
| Volksvertegenwoordiger     | Partij | Opmerkingen |
| -------------------------- | ------ | --- |
| Robert Nelles              | CSP    | Secretaris tot 21 september 2021 en opnieuw vanaf 18 september 2023. Vanaf 18 september 2023 voorzitter van de commissie Gezondheid en Sociale Aangelegenheden. |
| Colin Kraft                | CSP    | Voorzitter van de CSP-fractie tot 21 september 2020. |
| Patricia Creutz-Vilvoye    | CSP    | Ondervoorzitter en vanaf 26 april 2021 voorzitter van de CSP-fractie. |
| Sandra Houben-Meessen      | CSP    | Vervangt vanaf 17 juni 2019 Pascal Arimont, die verkiest om in het Europees Parlement te zetelen. |
| Jolyn Huppertz             | CSP    | Voorzitter van de commissie Gezondheid, Sociale Aangelegenheden, Huisvesting en Energie tot 18 oktober 2021, voorzitter van de commissie Gezondheid en Sociale Aangelegenheden van 18 oktober 2021 tot 18 september 2023 en secretaris van 21 september 2021 tot 18 september 2023. Zetelt vanaf 18 september 2023 als onafhankelijke. |
| Stephanie Pauels           | CSP    | Vervangt vanaf 26 april 2021 Jérôme Franssen, die burgemeester van Raeren werd. Franssen was van 21 september 2020 tot 9 april 2021 voorzitter van de CSP-fractie. |
| Lisa Göbbels               | ProDG  | Vervangt vanaf 24 januari 2022 Joseph Hilligsmann, die de actieve politiek verlaat. Hilligsmann was vanaf 17 juni 2019 de opvolger van Oliver Paasch, minister in de Duitstalige Gemeenschapsregering. |
| Freddy Cremer              | ProDG  | Vervangt vanaf 17 juni 2019 Harald Mollers, minister in de Duitstalige Gemeenschapsregering. Cremer is voorzitter van de ProDG-fractie en vanaf 21 september 2021 secretaris. |
| Raymond Heiners            | ProDG  | Vervangt vanaf 24 januari 2022 Alfons Velz, die de actieve politiek verlaat. Velz was vanaf 12 oktober 2020 de opvolger Lydia Klinkenberg, minister in de Duitstalige Gemeenschapsregering. Velz was ondervoorzitter van 12 oktober 2020 tot 21 september 2021, een functie die zijn voorganger Klinkenberg tot 12 oktober 2020 eveneens uitoefende. |
| Kathy Elsen                | ProDG  | Vervangt vanaf 24 januari 2022 Petra Schmitz, die om beroepsredenen ontslag nam. Schmitz was tot 24 januari 2022 secretaris en voorzitter van de commissie Cultuur, Werkgelegenheid, Economische Bevordering en Plattelandsontwikkeling. |
| Liesa Scholzen             | ProDG  | Voorzitter van de commissie Onderwijs, Opleiding, Kinderopvang en Volwassenenonderwijs en ondervoorzitter vanaf 21 september 2021. |
| José Grommes               | ProDG  | Secretaris tot 21 september 2021 en vanaf 24 januari 2022 secretaris en voorzitter van de commissie Cultuur, Werkgelegenheid, Economische Bevordering en Plattelandsontwikkeling.. |
| Lothar Faymonville         | SP     | Vervangt vanaf 14 december 2023 Karl-Heinz Lambertz, die zich terugtrok uit de actieve politiek. Lambertz was tot 30 januari 2023 parlementsvoorzitter en tot 18 oktober 2021 voorzitter van de commissie Algemene Politiek, Lokale Overheden, Ruimtelijke Ordening, Duurzame Ontwikkeling, Petities, Financiën en Samenwerking. Van 18 oktober 2021 tot 30 januari 2023 voorzitter van de commissie Algemene Politiek, Lokale Overheden, Ruimtelijke Ordening, Huisvesting, Energie, Duurzame Ontwikkeling, Financiën en Samenwerking. |
| Charles Servaty            | SP     | Vervangt vanaf 17 juni 2019 Antonios Antoniadis, minister in de Duitstalige Gemeenschapsregering. Voorzitter van de SP-fractie tot 30 januari 2023. Vanaf 30 januari 2023 parlementsvoorzitter en voorzitter van de commissie Algemene Politiek, Lokale Overheden, Ruimtelijke Ordening, Huisvesting, Energie, Duurzame Ontwikkeling, Financiën en Samenwerking. |
| Patrick Spies              | SP     | Vervangt vanaf 16 september 2019 Edmund Stoffels, die van de Duitstalige Gemeenschapsregering de bijzondere opdracht krijgt om de overdracht van de bevoegdheden stadsontwikkeling en ruimtelijke ordening aan de Duitstalige Gemeenschap voor te bereiden. Spies is vanaf 30 november 2023 voorzitter van de SP-fractie. |
| Kirsten Neycken-Bartholemy | SP     | Vervangt vanaf 25 april 2022 Céline Kever, die de politiek verliet. Neycken-Bartholemy was van 30 januari tot 30 november 2023 voorzitter van de SP-fractie. |
| Evelyn Jadin               | PFF    | Vervangt vanaf 17 juni 2019 Isabelle Weykmans, minister in de Duitstalige Gemeenschapsregering. Jadin is voorzitter van de PFF-fractie sinds 16 mei 2022 en secretaris sinds 23 mei 2022. |
| Shayne Piront              | PFF    | Vervangt vanaf 25 april 2022 Alexander Miesen, die de regionale politiek verliet. |
| Gregor Freches             | PFF    | Secretaris tot 23 mei 2022 en voorzitter van de PFF-fractie tot 16 mei 2022. |
| Andreas Jerusalem          | Ecolo  | |
| Freddy Mockel              | Ecolo  | Voorzitter van de Ecolo-fractie. Secretaris vanaf 21 september 2021, een functie die Mockel eerder uitoefende tot 1 maart 2021. |
| Inga Voss-Werding          | Ecolo  | Secretaris van 1 maart tot 21 september 2021. |
| Michael Balter             | Vivant | Voorzitter van de Vivant-fractie en secretaris vanaf 21 september 2021. |
| Alain Mertes               | Vivant | Secretaris tot 21 september 2021. |
| Diana Stiel                | Vivant | |

## Leden met raadgevende stem
| Naam                 | Partij | Opmerkingen |
| -------------------- | ------ | --- |
| Pascal Arimont       | CSP    | Zetelt in het Europees Parlement. |
| Jacques Schrobiltgen | CSP    | Zetelt in de provincieraad van Luik. Nam op 3 september 2023 ontslag, maar werd door gebrek aan opvolgers niet meer vervangen. |
| Kattrin Jadin        | PFF    | Zetelt in de Kamer van volksvertegenwoordigers. Nam op 22 september 2022 ontslag vanwege haar benoeming tot rechter in het Grondwettelijk Hof. |
| Christine Mauel      | PFF    | Zetelt in het Waals Parlement. |
| Daniel Müller        | PFF    | Zetelt in de provincieraad van Luik. Vervangt vanaf 29 september 2022 Yves Derwahl, die uit de politiek stapte. Eerder verving Müller van 21 november 2019 tot 30 april 2020 op tijdelijke basis Yves Derwahl, toen die om gezondheidsredenen ziekteverlof had genomen. |
| Alfred Ossemann      | SP     | Zetelt in de provincieraad van Luik. |
| Odette Threinen      | Ecolo  | Zetelt in de provincieraad van Luik. Vervangt vanaf 21 februari 2022 Michel Neumann, die naar het buitenland verhuisde. |
| Anne Kelleter        | Ecolo  | Zetelt in het Waals Parlement. |